# Christian Rahn
Christian Rahn (Amburgo, 15 giugno 1979) è un allenatore di calcio ed ex calciatore tedesco, centrocampista. Attualmente è allenatore in seconda del Hamburger SV II.

## Palmarès

### Giocatore

#### Competizioni nazionali
- Coppa di Lega tedesca: 1

Amburgo: 2003